# Sokol Baci

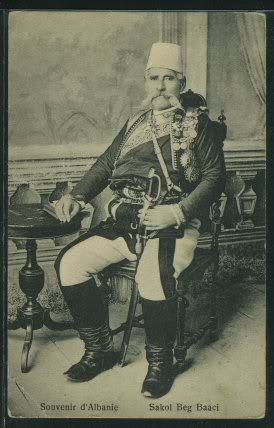
Sokol Baci, vor 1912

Sokol Baci, auch Sokol Baco, Sokol Batzi, Nikola Bacci, (serbisch-kyrillisch Сокол Баца; * 1837; † 1920 in Shkodra) war ein albanischer Rebell vom Stamm der Gruda. Er gehörte zu den Anführern der albanischen Revolte von 1911. 1913 wurde er vom montenegrinischen König Nikola I. Petrović Njegoš zum Woiwoden von Shkodra ernannt.

## Leben

### Herkunft, Kindheit und Jugend
Sokol Baci Ivezaj wurde 1837 als Sohn von Bac geboren, er gehörte zur Familie der Precaj aus dem Dorf Ivezaj im Gruda. Sein voller Name lautete Sokol Bac Precaj Ivezić Vuksanović (Vuksangeljović) Gruda.
Baci wurde als Junge von den osmanischen Behörden im Rahmen der Knabenlese nach Istanbul gebracht und dort aufgezogen. Aufgrund seiner Intelligenz und seiner sportlichen Fähigkeiten wurde Sokol ausgewählt, um die Militärakademie in Paris zu besuchen. Infolge der vielen Kämpfe, die er für die Osmanen führte, wurde er schließlich zusammen mit fünf anderen hochrangigen jungen Männern zum persönlichen Leibwächter des Sultans gewählt.

### Zusammenarbeit mit Montenegro
Im Jahr 1877 weilte Baci in Albanien, als ihn während des Serbisch-Osmanischen Krieges (1876–1878) und des Russisch-Osmanischen Krieges (1877–1878) die Order zur Entwaffnung der nordalbanischen Malissoren (albanische Bewohner der Berge) erreichte. Baci weigerte sich jedoch zu gehorchen, weil er nicht zum Verräter seines Volkes werden wollte, und führte seinen Clan in den Kampf gegen die osmanischen Streitkräfte. Es gelang ihm, zwei hochrangige osmanische Offiziere zu enthaupten, doch wurden die Gruda besiegt und mussten fliehen. Baci wurde zum Flüchtling und Gesetzlosen im Exil in Montenegro, gegen das er selbst zuvor in den 1870er Jahren gekämpft hatte. Er suchte Zuflucht beim Stamm seiner Frau in Zatrijebač, dessen Gebiet vom Fürstentum Montenegro nach dem Montenegrinisch-Osmanischen Krieg (1876–78) annektiert worden war. Baci wurde zum montenegrinischen Vertreter bei den katholischen Albanern. Über den Woiwoden, Innenminister Mašo Vrbica, war es zu einer Zusammenarbeit gekommen. Baci informierte Vrbica über das politische Engagement Albaniens und die Bewegung der osmanischen Streitkräfte in der Region Malësia e Madhe. Trotzdem zeigt ein Dokument des französischen Konsulats in Shkodra vom 21. September 1879, dass Baci und andere Clan-Chefs der Hoti und Gruda den Großmächten ein Memorandum vorgelegt hatten, in dem sie darum baten, ihr Land nicht an Montenegro abzutreten.

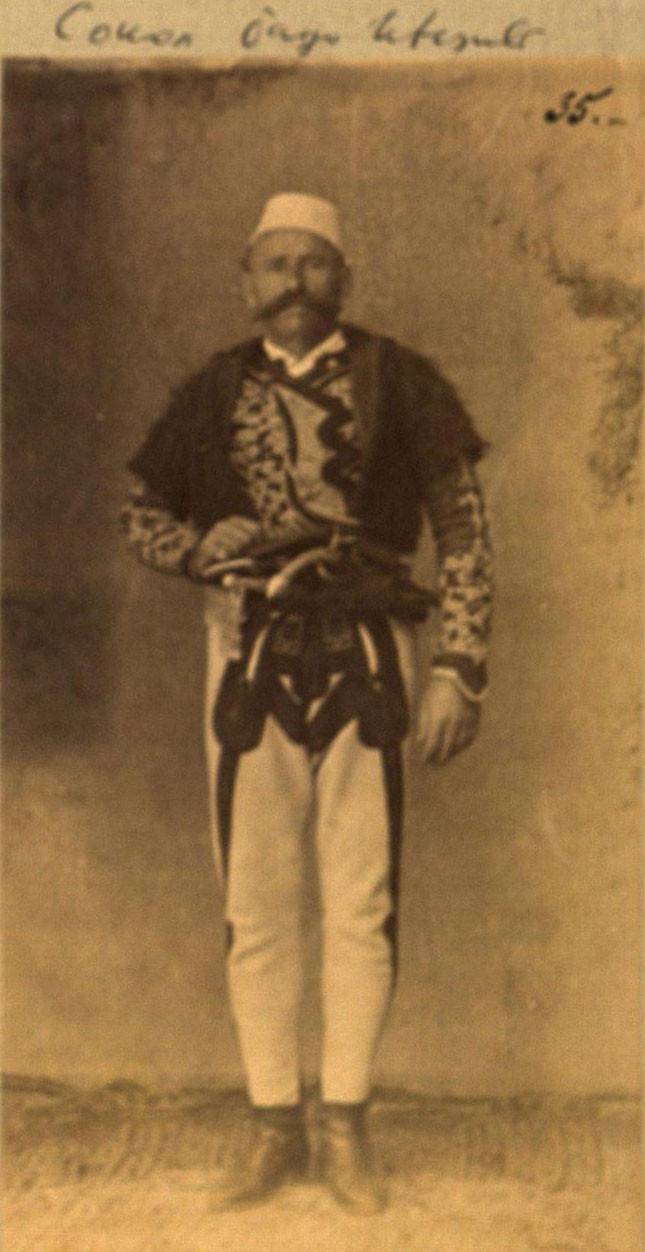
Sokol Baci, zwischen 1880 und 1890

Nikola I. von Montenegro schenkte Baci ein Haus und etwas Land und beschäftigte ihn in der montenegrinischen Regierung als Vertreter für nordalbanische Angelegenheiten. Nach 1883 lief die Diplomatie von Nikola I. mit den Malissoren hauptsächlich über Sokol Baci. Ein montenegrinisches Dokument vom November 1891 mit einer Liste herzegowinischer und albanischer Führer zeigte, dass Baci von der montenegrinischen Regierung die größte Zahlung erhielt: 540 Gulden und 967 Maß Mehl pro Jahr bekam er für seine Dienste. Mitte Juli 1902 übergab Baci Fürst Nikola eine Liste mit Namen von Malissoren-Anführern und ihren Begleitern, die auf Befehl des Prinzen 1.190 Gulden erhielten. Sokol Baci finanzierte 1904 den Bau einer katholischen Kirche in Podgorica (die bei einem Bombenanschlag im Mai 1944 zerstört wurde). Nach dem Eintritt der Jungtürken in die osmanische Regierung zog er im Jahr 1908 für kurze Zeit wieder nach Gruda, doch schon bald kehrte er nach Podgorica zurück.

### Albanischer Aufstand 1911
Zu den Anführern des Aufstandes der Albaner gegen das Osmanische Reich gehörten neben Sokol Baci auch Mirash Luca (Kastrati), Ded Gjo Luli (Hoti), Ton Nika (Shkreli), Mehmet Shpendi (Shala), Ljub Mark Gjeloshi, Mirash Pali und Franjo Pali (Selca) sowie Luigj Gurakuqi. Ein Geheimdienstdokument aus dem britischen Außenministerium weist darauf hin, dass Sokol Baci zusammen mit Ded Gjo Luli und Mirash Luca die Hauptinitiatoren der albanischen Revolte von 1911 waren. Es beschreibt Sokol Baci als einen „Mann mit Kultur und beträchtlicher Intelligenz“. Während der albanischen Revolte von 1911 „organisierte er mit beträchtlichem Geschick den Dienst der Aufständischen“. Nikolaus I. übertrug Sokol Baci, der von den Stammesangehörigen sehr respektiert wurde, die Aufgabe, die albanischen Katholiken zu überreden, in großer Zahl nach Montenegro auszuwandern, und versprach ihnen, dass ihre Frauen und Kinder Schutz erhalten sollten, wenn sie sich gegen die Türken auflehnen würden, bis ihr Land befreit wäre. Dafür sollten sie genügend Waffen und Munition erhalten. Nikolaus selbst versprach den Stammesangehörigen Unabhängigkeit. Sokol Baci ließ sich darauf ein, bereute dies aber später.

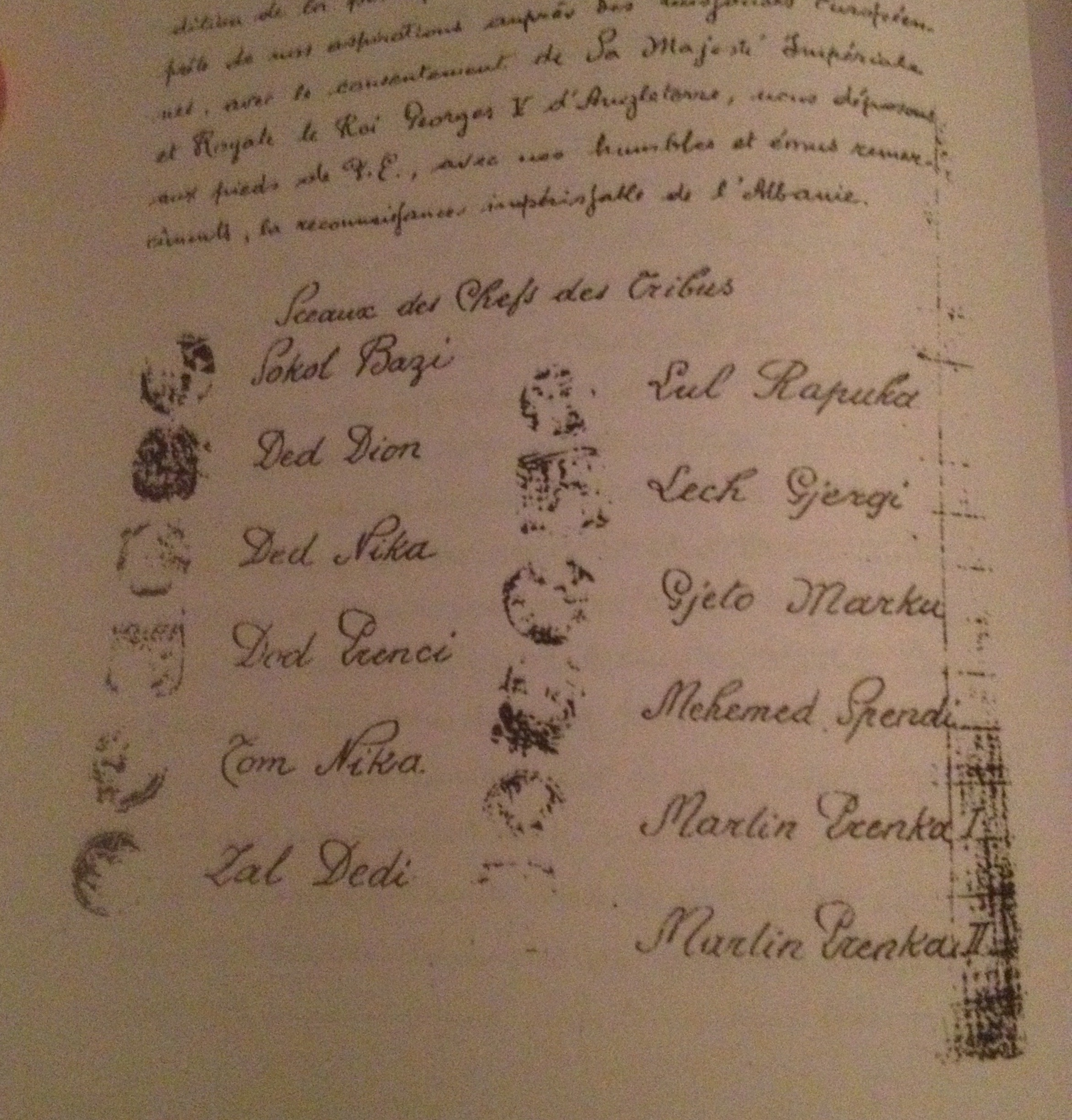
Kopie des Memorandum aus dem Jahr 1911 mit der Unterschrift von Sokol Baci

Am 24. Juni 1911 kam der osmanische Minister in Montenegro, Saddridin Bey, zu Verhandlungen mit den Malissoren und versprach einen längeren Waffenstillstand und eine Erhöhung des Entschädigungsgeldes. Sokol Baci forderte die Malissoren jedoch auf, sich nicht zu ergeben. Im Jahr 1912 waren die Stämme der Gruda und der Hoti mit Montenegro verbündet. Unterstützung kam auch von den größeren Teilen der Kastrati und Shkreli sowie einem Teil der Kelmendi.
Laut der britischen Balkanreisenden und Schriftstellerin Edith Durham arbeitete Montenegro 1912 hart daran, die Malissoren im Austausch für Waffen und Freiheit zum Aufstand zu überreden, die gerne glauben wollten, dass es Montenegros Absicht sei, „die Brüder zu befreien“. Während ihrer Kriegskorrespondenz im Winter 1913 beschrieb Durham ihr Gespräch mit Sokol Baci und seinem Sohn Kole Sokoli, der erklärte, sie würden kämpfen, um Albanien von den Osmanen zu befreien. Nach der montenegrinischen Eroberung von Shkodra im Jahr 1913 ernannte Nikolaus I. Sokol Baci zum Woiwoden und Kommandanten von Shkodra. Am 26. Mai 1913 sandten 130 Führer der Gruda, Hoti, Kelmendi, Kastrati und Shkreli eine Petition an den britischen Admiral Cecil Burney in Shkodra gegen die Eingliederung ihrer Gebiete in Montenegro.
Mit dem Ersten Balkankrieg vertrieben Griechenland, Serbien und Montenegro das Osmanische Reich aus Albanien und wollten das Land aufteilen. Die Albaner mussten sich nun auch gegen diese Nationen wehren und riefen schließlich in dieser Situation am 28. November 1912 durch Ismail Qemali in der südalbanischen Hafenstadt Vlora die Gründung der Republik Albanien aus. Das Stammesgebiet der Gruda und Hoti blieb bei Montenegro. Am 14. November 1918 führten Luigj Gurakuqi, Anton Harapi und Gjergj Fishta die Führer der Hoti und Gruda auf einem Marsch von Montenegro nach Shkodra. Man setzte ein Memorandum auf, das man dem französischen Oberst Bardy de Fourton vorlegte und an die Außenminister in Washington, London, Paris und Rom gerichtet war. Die Stammesführer forderten darin die Vereinigung des Gebietes der Hoti und Gruda mit Albanien. Das Gebiet gehört allerdings bis heute zu Montenegro.